# Saint-Seine-en-Bache
Saint-Seine-en-Bache és un municipi francès, situat al departament de la Costa d'Or i a la regió de Borgonya - Franc Comtat. L'any 2007 tenia 274 habitants.

## Demografia

### Població
El 2007 la població de fet de Saint-Seine-en-Bache era de 274 persones. Hi havia 97 famílies, de les quals 24 eren unipersonals (8 homes vivint sols i 16 dones vivint soles), 20 parelles sense fills, 49 parelles amb fills i 4 famílies monoparentals amb fills.
La població ha evolucionat segons el següent gràfic:
Habitants censats

### Habitatges
El 2007 hi havia 129 habitatges, 103 eren l'habitatge principal de la família, 18 eren segones residències i 8 estaven desocupats. 124 eren cases i 4 eren apartaments. Dels 103 habitatges principals, 91 estaven ocupats pels seus propietaris, 8 estaven llogats i ocupats pels llogaters i 4 estaven cedits a títol gratuït; 4 tenien dues cambres, 16 en tenien tres, 31 en tenien quatre i 52 en tenien cinc o més. 85 habitatges disposaven pel capbaix d'una plaça de pàrquing. A 34 habitatges hi havia un automòbil i a 60 n'hi havia dos o més.

### Piràmide de població
La piràmide de població per edats i sexe el 2009 era:
| Homes | Edats   | Dones |
| ----- | ------- | ----- |
| 0     | 95 o +  | 0     |
| 0     | 90 a 94 | 0     |
| 0     | 85 a 89 | 0     |
| 4     | 80 a 84 | 8     |
| 4     | 75 a 79 | 8     |
| 4     | 70 a 74 | 12    |
| 12    | 65 a 69 | 12    |
| 0     | 60 a 64 | 0     |
| 0     | 55 a 59 | 0     |
| 0     | 50 a 54 | 0     |
| 4     | 45 a 49 | 4     |
| 20    | 40 a 44 | 20    |
| 4     | 35 a 39 | 8     |
| 20    | 30 a 34 | 8     |
| 0     | 25 a 29 | 8     |
| 0     | 20 a 24 | 4     |
| 12    | 15 a 19 | 12    |
| 8     | 10 a 14 | 12    |
| 16    | 5 a 9   | 8     |
| 4     | 0 a 4   | 4     |

## Economia
El 2007 la població en edat de treballar era de 171 persones, 136 eren actives i 35 eren inactives. De les 136 persones actives 126 estaven ocupades (76 homes i 50 dones) i 10 estaven aturades (3 homes i 7 dones). De les 35 persones inactives 9 estaven jubilades, 16 estaven estudiant i 10 estaven classificades com a «altres inactius».

### Ingressos
El 2009 a Saint-Seine-en-Bache hi havia 106 unitats fiscals que integraven 289 persones, la mediana anual d'ingressos fiscals per persona era de 18.026 €.

### Activitats econòmiques
Dels 8 establiments que hi havia el 2007, 2 eren d'empreses de fabricació d'altres productes industrials, 3 d'empreses de construcció, 1 d'una empresa de comerç i reparació d'automòbils, 1 d'una empresa de transport i 1 d'una empresa d'hostatgeria i restauració.
Dels 3 establiments de servei als particulars que hi havia el 2009, 1 era un paleta, 1 lampisteria i 1 restaurant.
L'any 2000 a Saint-Seine-en-Bache hi havia 3 explotacions agrícoles.

## Equipaments sanitaris i escolars
El 2009 hi havia una escola maternal integrada dins d'un grup escolar amb les comunes properes formant una escola dispersa.

## Poblacions més properes
El següent diagrama mostra les poblacions més properes.